# Letrados
A l'Époque moderne, un letrado est un juriste castillan. Il a obtenu une licence ou un doctorat de droit dans les universités ou les colegios mayores et exerce sa profession auprès des institutions royales. Les letrados sont tantôt avocats, juges, procureurs, représentants ou conseillers de la Couronne. À partir du règne des Rois catholiques, ils apparaissent de plus en plus au service du roi et forment une classe montante souvent issue de la bourgeoisie.
Dans l'Espagne contemporaine, les letrados sont des jurisconsultes qui travaillent pour des institutions importantes, comme le Tribunal suprême.

## Étymologie
Du latin litterātus.